# Bellaria

Rudolf von Alt: Die alte Wiener Hofburg mit Zufahrtsrampe und dem Vorbau „Bellaria“ vor dem Eingang

Bellaria wurde ein Vorbau des Leopoldinischen Traktes der Wiener Hofburg genannt, der auf Wunsch Maria Theresias um 1741 errichtet wurde und im Stil der Zeit mit einem repräsentativen Balkon versehen war. Zur Bellaria führte die einzige direkte Zufahrt zur Hofburg über eine langgezogene Rampe vom Heldenplatz aus, denn Maria Theresia schätzte es, vor ihre Privatgemächer gefahren werden zu können, ohne Treppen steigen zu müssen. Die Kutschen konnten sie auf dem Burgwall vor der Bellaria absetzen, durch die sie direkt in die im zweiten Stockwerk gelegenen kaiserlichen Appartements gelangte.
Heute gibt es nur noch ebenerdige Eingänge. Das bestehende „Bellariator“ ist erst in der zweiten Hälfte des 19. Jahrhunderts erbaut worden, nachdem Burgwall und Paradeisgartl im Zuge des Ringstraßenbaus abgetragen worden sind.
Die heutige Bellariastraße hat ihren Namen von der nicht mehr existierenden Bellaria. Der Bereich um die Kreuzung Bellariastraße und Dr.-Karl-Renner-Ring wird im Volksmund häufig noch „Bellaria“ genannt.
Eine Art von Nachtfaltern aus Borneo trägt in ihrem wissenschaftlichen Namen einen Hinweis auf die Bellaria: Catada bellaria. Die erstpublizierenden beiden Forscher aus Wien begründen diese Namensgebung damit, dass sie sich bei ihren Forschungen im British Museum mit Heimweh an die Bellaria erinnerten (die Bellariastraße liegt an der Rückseite des Naturhistorischen Museums in Wien, auch ein beliebtes Wiener Kaffeehaus dort trägt diesen Namen).